# 环带耳螺（黑耳螺）
环带耳螺（黑耳螺）（学名：Allochroa layardi），是原始有肺目耳螺科Allochroa的一种。主要分布于韩国、台湾，常栖息在潮间带岩礁。

## 外部連結
- 維基物種上的相關：环带耳螺（黑耳螺）